# Lingula sphénoïdale
La lingula sphénoïdale est une crête osseuse de l'os sphénoïde située le long de la partie postérieure du bord latéral du sillon carotidien dans l'angle entre le corps du sphénoïde et la grande aile de l'os sphénoïde.
Il divise le foramen déchiré en deux parties.